# 皇化連盟
皇化連盟（こうかれんめい）とは、1919年6月に創設され、政治学者の五来欣造が代表を務めていたファシスト系の教化団体である。幹部には森吉義旭が居た。また、連盟員の中には、白系ロシア人でロシアファシスト党日本代表のワシリー・ペトロウィチ・バルイコフが居た。
1935年7月から8月にかけて、コミンテルン(第三インター)が第7回コミンテルン世界大会を開き、日本やドイツ等を共産化の主な攻撃目標に定めた。それに対し皇化連盟は、1935年11月7日に有志大会を主催し、「我等ハ今日ヲ期シテ更ニ共産主義ノ徹底的撲滅ヲ期ス」とする反共決議を行った。